# Caleb Moore
Caleb Moore (* 28. August 1987 in Fort Worth, Texas; † 31. Januar 2013 in Grand Junction, Colorado) war ein US-amerikanischer Quad- und Schneemobilfahrer. Er kam in Folge eines Schneemobilunfalls bei den Winter-X-Games 2013 ums Leben.

## Biografie

### Anfänge und Erfolge
Caleb Moore wuchs gemeinsam mit seinem zwei Jahre jüngeren Bruder Colten an verschiedenen Orten in Texas auf, darunter die Kleinstadt Krum in der Dallas-Forth-Worth-Metropolregion. Sein Großvater war Rancher in der ruralen Panhandle-Gemeinde Wheeler. Moore begann seine sportliche Laufbahn als Motocross- und Quadfahrer. Bei einem ATV-Rennen in Minnesota wurde der Motorsport-Manager und frühere Tour-Drummer von Breaking Benjamin, B. C. Vaught, auf ihn aufmerksam und nahm ihn unter Vertrag. Zwischen 2007 und 2009 trat er als Quadfahrer in drei Action-Sport-Videos der Reihe Huevos und einer Episode der Fernsehserie Adrenaline Rush Hour in Erscheinung.

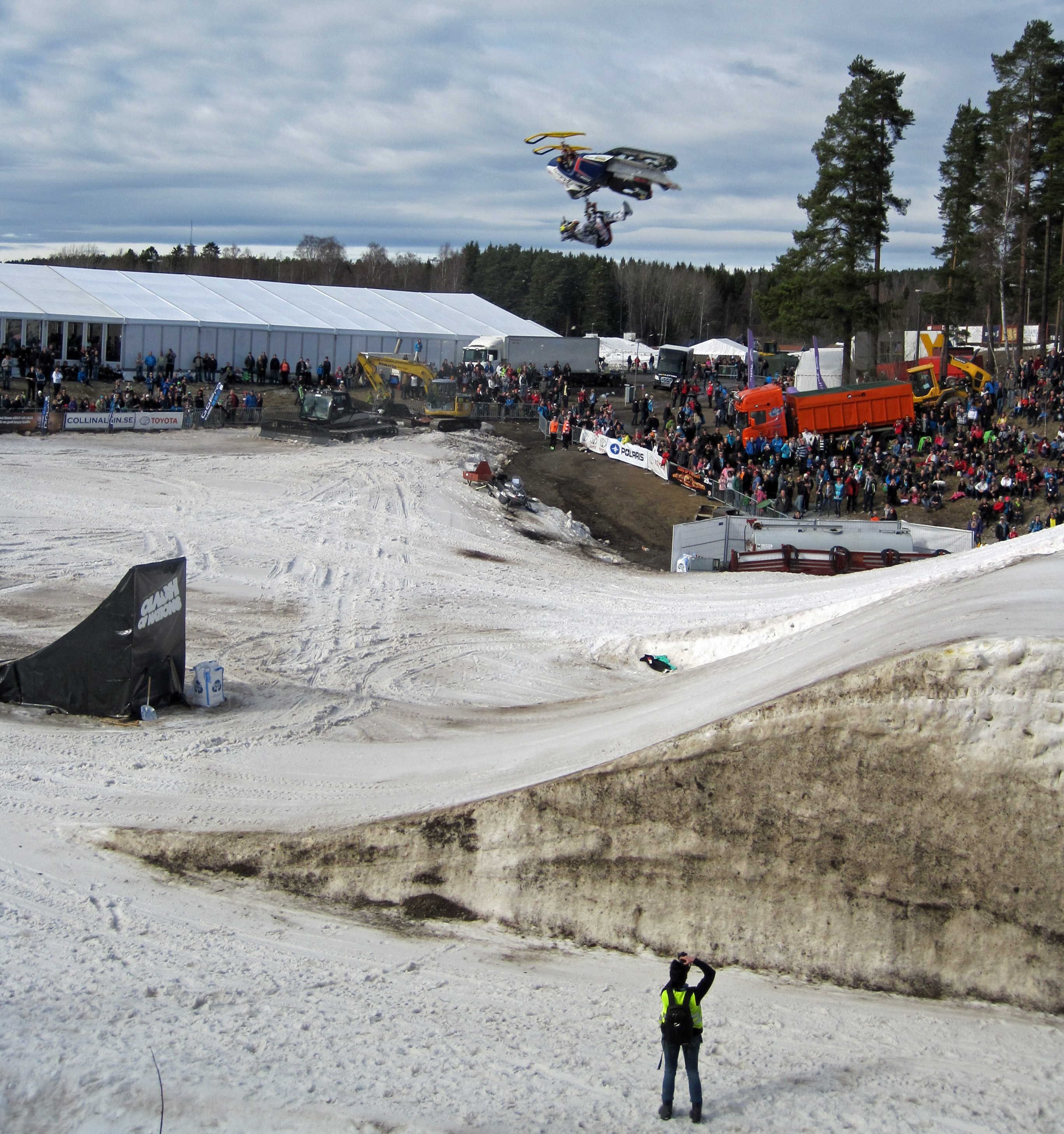
Caleb Moore beim Clash of Nations 2012 in Falun

Mit Hilfe seines Managers wechselte Moore zum Schneemobilsport, wobei er den Fokus weiterhin auf Freestyle legte. Für das Erlernen des Rückwärtssaltos benötigte er lediglich zwei Wochen. Nach einem kurzen Schneetraining in Michigan nahm er Ende Januar 2010 erstmals an den prestigeträchtigen X-Games in Aspen teil und holte im Freestyle, einem etwa 75-sekündigen Rundkurs mit mehreren Sprüngen, sogleich seine erste Bronzemedaille. Im folgenden Winter gewann er in der Disziplin Best Trick mit einer Wertung von 90,33 Punkten Silber hinter dem Schweden Daniel Bodin und im Freestyle-Wettkampf erneut Bronze. 2012 konnte er im Freestyle zum dritten Mal in Serie  die Bronzemedaille gewinnen, während sein Bruder Colten den Sieg feierte. Abseits von winterlichen Verhältnissen trainierten die Moore-Brüder ihre Tricks durch das Springen in eine Schaumstoffgrube im Garten ihres texanischen Elternhauses in Krum.

### Unfalltod
Am 24. Januar 2013 nahm Caleb Moore zum vierten Mal in Folge in der Freestyle-Disziplin an den X-Games teil. Während seines zweiten Laufs versuchte er beim sechsten Sprung einen Backflip. Vor Vollendung des Saltos berührten die Skispitzen seines Schneemobils vorzeitig den Boden, woraufhin er über den Lenker geschleudert wurde und auf der Piste landete, ehe das rund 200 Kilogramm schwere Gefährt nach einem weiteren Überschlag zu Boden ging und den 25-Jährigen im Bereich des Brustkorbes traf. Nach der Erstversorgung vor Ort konnte er aufstehen und mit Unterstützung davongehen. Er wurde wegen einer Gehirnerschütterung zunächst im Aspen Valley Hospital behandelt, wo die Ärzte eine Einblutung im Bereich des Herzens feststellten. Auf dem Transport nach Grand Junction erlitt er einen Kreislaufstillstand und musste reanimiert werden. Trotz einer sechs Stunden nach dem Unfall durchgeführten Notoperation am Herzen erlangte er das Bewusstsein nicht wieder und wurde schließlich am 31. Januar für hirntot erklärt. Laut Obduktionsbericht hatte Moore sich nach mehreren Rippenbrüchen und einer Herzprellung eine anoxische Hirnschädigung zugezogen, die letztlich zu seinem Tod führte. Er wurde am 7. Februar in Wheeler im Norden seines Heimatstaates Texas bestattet.
Der X-Games-Veranstalter ESPN kündigte nach diesem ersten Todesfall in der Geschichte der Extremsportveranstaltung eine Evaluierung der Schneemobilwettkämpfe an und reagierte damit auf die Kritik an dem Sport. Eineinhalb Monate später gab man das Ende der Best-Trick-Disziplin bekannt, betonte aber, dass dieses schon länger geplant gewesen sei und nichts mit Moores Tod zu tun habe.
Calebs jüngerer Bruder Colten, der sich nur etwa 30 Minuten nach dem fatalen Unfall beim selben Sprung selbst schwer verletzt und eine Beckenspaltung erlitten hatte, konnte bereits im folgenden Winter wieder bei den X-Games am Start stehen. Er gewann nach 2012 zum zweiten Mal Gold und widmete die Medaille seinem verstorbenen Bruder.

## Erfolge

### X-Games
- Aspen 2010: 3. Schneemobil Freestyle, 6. Best Trick
- Aspen 2011: 2. Best Trick, 3. Schneemobil Freestyle
- Aspen 2012: 3. Schneemobil Freestyle
- Aspen 2013: 6. Schneemobil Freestyle

## Filmografie
- 2007: Huevos 10 (Video)
- 2008: Huevos 11 (Video)
- 2009: Huevos 12 (Video)
- 2009: Adrenaline Rush Hour (Fernsehserie, 1 Episode)
- 2013: Braaap 13: Buried (Video)